# Hanna Rydh
Hanna Albertina Rydh verheiratete Hanna Schnittger (* 12. Februar 1891 in Stockholm; † 29. Juni 1964 in Solna) war eine schwedische Prähistorikerin, Politikerin und Frauenrechtlerin.
Hanna Rydh wurde in eine begüterte Familie geboren. Ihr Vater war Kraftwerksdirektor. Ihr Abitur konnte sie 1910 an einer traditionsreichen Mädchenschule in Stockholm ablegen. An der Universität Stockholm nahm sie danach auch ihr Studium auf und schloss 1915 mit dem Magistergrad in Literaturwissenschaften ab. Daneben engagierte sie sich schon seit ihrer Studienzeit in Frauenvereinigungen. Nach dem Abschluss ging Rydh an die Universität Uppsala, wo Oscar Almgren ihr Lehrer wurde. Während dieser Zeit führte sie auch in verantwortlichen Positionen in den Sommermonaten Ausgrabungen durch. 1919 legte sie ihre Lizentiatsarbeit vor. Sie wurde nicht gedruckt, aber zur Grundlage der Dissertation. Durch die Arbeit wurde Oscar Montelius auf sie aufmerksam, der ihre Promotion beschleunigte. 1919 überschlugen sich die Ereignisse in ihrem Leben. Am 23. Mai wurde sie Lizentiatin, zuvor war sie Kandidatin. Eine Woche später erfolgte die Promotion, eine weitere Woche später heiratete sie ihren früheren akademischen Lehrer Bror Schnittger (1882–1924). Weitere vier Tage später trat das frisch vermählte Ehepaar bei einem Archäologenkongress in Kopenhagen auf. Nachdem 1920 das Ehegesetz verändert wurde, trug sie von nun an wieder und weiter ihren Geburtsnamen Rydh, damit es keine Verwechslungen Beider wegen desselben Namens gab. Rhyds Promotion war die erste einer Frau in den archäologischen Wissenschaften in Schweden. In den folgenden Jahren unternahm sie viele Reisen nach Frankreich – in Paris arbeitete sie für Henri Hubert – und in den Mittelmeerraum, unter anderem war sie Gast Arthur Evans’ in Knossos, der ihr den frisch restaurierten Palast zeigte. Hier wurde ihr Interesse an der Kunst des Paläolithikums geweckt. Später bereiste sie auch Nord- und Südamerika, Nordafrika und den Nahen Osten. So verfasste sie nicht nur Berichte zu ihren Ausgrabungen, sondern auch Reiseberichte über den Mittelmeerraum, Asien und Amerika. Daneben schrieb sie auch Jugendbücher und fiktive Porträts über vorgeschichtliche Frauen. Nach längerer Auszeit als praktische Archäologin führte sie im Alter von 60 Jahren 1952 eine Expedition nach Rajasthan. Hier wollte sie der jungen indischen Nation bei der Findung einer nationalen Identität behilflich sein.
Rydhs Mann Bror Schnittger unterstützte seine Frau auf allen ihren Lebensstationen und arbeitete zeitweise auch mit ihr zusammen, bis er 1924 im Alter von 41 oder 42 Jahren frühzeitig verstarb. Anders als viele andere Archäologinnen ihrer Zeit konnte die Schwedin Karriere und Familie miteinander verbinden und sich nicht für Eines entscheiden. Dabei half ihr, dass sie nie eine feste Stelle antrat, sondern für einzelne Projekte angestellt wurde. Als sie nach der Geburt ihres ersten Sohnes für ein Stipendium in Großbritannien ausgewählt wurde, wurde ihr die Frage gestellt, ob sie die Stelle auch unter diesen Bedingungen annehmen wolle. Ihre Antwort Die Geburt meines Sohnes macht keinen Unterschied ist heute in Großbritannien legendär. Das Paar bekam noch einen zweiten Sohn, bevor Bror starb. 1929 heiratete sie erneut. Ihr zweiter Mann Mortimer Munck af Rosenschöld war Politiker und Diplomat, womit auch Rydh politisch aktiver wurde. Von 1937 bis 1949 leitete sie die Frauenvereinigung Fredrika Bremerförbundet. 1942 verstarb auch ihr zweiter Mann. Dennoch blieb sie in der Politik und war 1943/44 für die Folkpartiet Mitglied des schwedischen Parlaments, wo sie sich vor allem mit Fragen der Emanzipation, der Familienpolitik und der Berufstätigkeit von Frauen befasste. 1946 wurde sie Präsidentin der International Alliance of Women, was sie bis 1952 blieb.

## Schriften
- De historiska källorna till Strindbergs „Mäster Olof“ (1915)
- Olaus Petri. En levnadsteckning (1917)
- Dosformiga spännen från vikingatiden (1919)
- Där fädrens kummel stå. En utfärdsbok för Stockholmstraktens fornlämningar, två delar (1922)
- Grottmänniskornas årtusenden (1926)
- Kvinnan i Nordens forntid (1926) (Nachdruck 2003)
- Solskivans land: skildringar i ord och bild från det gamla och nya Egypten (1927)
  - englische Übersetzung: The land of the sun-god. Description of ancient and modern Egypt (1929)
- Aranaes. En 1100-talsborg i Västergötland/utgrävd av Bror Schnittger. Beskriven av Bror Schnittger och Hanna Rydh (1927)
- Kring Medelhavets stränder. Forntid och nutid (1928)
- Mor berättar om hur det var förr i världen (1930)
  - dänische Übersetzung: Mor fortaeller om hvordan der var i Verden i gamle Dage (1947)
- Adelsö (1930)
- Stora Karlsö under forntiden (1931)
- Hos stenåldersfolket (1933)
- Hur man levde i Faraos land (1933)
- Bland fornminnen och indianer (1934)
- Förhistoriska undersökningar på Adelsö (1936, Digitalisat)
- Oscar Montelius: en vägrödjare genom årtusenden (1937)
- Grottan Stora Förvar på Stora Karlsö/undersökt av Lars Kolmodin och Hjalmar Stolpe. Beskriven av Bror Schnittger och Hanna Rydh (1940)
- Frihet och demokrati (1940)
- Min resa till Indien (1946)
- Brytningstid i Orienten (1952)
- Indisk ökenby (1956)
- Rang Mahal. The Swedish archaeological expedition to India 1952–1954 (1959)